# Giro di Danimarca 2001
Il Giro di Danimarca 2001, undicesima edizione della corsa, si svolse dal 14 al 18 agosto 2001 su un percorso di 877 km ripartiti in 6 tappe, con partenza da Thisted e arrivo a Frederiksberg. Fu vinto dal britannico David Millar della Cofidis davanti all'estone Jaan Kirsipuu e all'italiano Daniele Nardello.

## Tappe
| Tappa  | Data      | Percorso                          | km   | Vincitore di tappa | Leader cl. generale |
| ------ | --------- | --------------------------------- | ---- | ------------------ | ------------------- |
| 1ª     | 14 agosto | Thisted > Aalborg                 | 200  | Danilo Hondo       | Danilo Hondo        |
| 2ª     | 15 agosto | Aalborg > Aarhus                  | 193  | Niko Eeckhout      | Ralf Grabsch        |
| 3ª     | 16 agosto | Silkeborg > Odense                | 183  | Stefano Casagranda | Ralf Grabsch        |
| 4ª     | 17 agosto | Kerteminde > Köge                 | 135  | Gorik Gardeyn      | Ralf Grabsch        |
| 5ª     | 17 agosto | Farum > Farum (cron. individuale) | 16,6 | David Millar       | David Millar        |
| 6ª     | 18 agosto | Hillerød > Frederiksberg          | 150  | Jaan Kirsipuu      | David Millar        |
| Totale | Totale    | Totale                            | 877  |                    |                     |

## Dettagli delle tappe

### 1ª tappa
- 14 agosto: Thisted > Aalborg – 200 km

| Pos. | Corridore     | Squadra | Tempo    |
| ---- | ------------- | ------- | -------- |
| 1    | Danilo Hondo  | Telekom | 4h34'04" |
| 2    | Jaan Kirsipuu | AG2R    | s.t.     |
| 3    | Endrio Leoni  | Alessio | s.t.     |

| Pos. | Corridore     | Squadra | Tempo    |
| ---- | ------------- | ------- | -------- |
| 1    | Danilo Hondo  | Telekom | 4h34'04" |
| 2    | Jaan Kirsipuu | AG2R    | s.t.     |
| 3    | Endrio Leoni  | Alessio | s.t.     |

### 2ª tappa
- 15 agosto: Aalborg > Aarhus – 193 km

| Pos. | Corridore        | Squadra      | Tempo    |
| ---- | ---------------- | ------------ | -------- |
| 1    | Niko Eeckhout    | Lotto-Adecco | 4h37'09" |
| 2    | Ralf Grabsch     | Telekom      | s.t.     |
| 3    | Nicolas Jalabert | CSC          | s.t.     |

| Pos. | Corridore        | Squadra | Tempo    |
| ---- | ---------------- | ------- | -------- |
| 1    | Ralf Grabsch     | Telekom | 9h11'07" |
| 2    | Nicolas Jalabert | CSC     | a 2"     |
| 3    | Paolo Valoti     | Alessio | a 3"     |

### 3ª tappa
- 16 agosto: Silkeborg > Odense – 183 km

| Pos. | Corridore          | Squadra       | Tempo    |
| ---- | ------------------ | ------------- | -------- |
| 1    | Stefano Casagranda | Alessio       | 4h15'38" |
| 2    | Daniele Contrini   | Liquigas-Pata | a 11"    |
| 3    | Robbie McEwen      | Domo          | a 20"    |

| Pos. | Corridore        | Squadra | Tempo     |
| ---- | ---------------- | ------- | --------- |
| 1    | Ralf Grabsch     | Telekom | 13h27'10" |
| 2    | Nicolas Jalabert | CSC     | a 2"      |
| 3    | Paolo Valoti     | Alessio | a 3"      |

### 4ª tappa
- 17 agosto: Kerteminde > Köge – 135 km

| Pos. | Corridore     | Squadra       | Tempo    |
| ---- | ------------- | ------------- | -------- |
| 1    | Gorik Gardeyn | Lotto-Adecco  | 2h50'24" |
| 2    | Robbie McEwen | Domo          | s.t.     |
| 3    | Marco Zanotti | Liquigas-Pata | s.t.     |

| Pos. | Corridore        | Squadra | Tempo     |
| ---- | ---------------- | ------- | --------- |
| 1    | Ralf Grabsch     | Telekom | 16h17'34" |
| 2    | Nicolas Jalabert | CSC     | a 2"      |
| 3    | Paolo Valoti     | Alessio | a 3"      |

### 5ª tappa
- 17 agosto: Farum > Farum (cron. individuale) – 16,6 km

| Pos. | Corridore     | Squadra       | Tempo  |
| ---- | ------------- | ------------- | ------ |
| 1    | David Millar  | Cofidis       | 19'50" |
| 2    | Serhij Honcar | Liquigas-Pata | a 2"   |
| 3    | Jaan Kirsipuu | AG2R          | a 31"  |

| Pos. | Corridore        | Squadra | Tempo     |
| ---- | ---------------- | ------- | --------- |
| 1    | David Millar     | Cofidis | 16h37'57" |
| 2    | Daniele Nardello | Mapei   | a 18"     |
| 3    | Jaan Kirsipuu    | AG2R    | a 20"     |

### 6ª tappa
- 18 agosto: Hillerød > Frederiksberg – 150 km

| Pos. | Corridore     | Squadra | Tempo    |
| ---- | ------------- | ------- | -------- |
| 1    | Jaan Kirsipuu | AG2R    | 3h19'06" |
| 2    | Endrio Leoni  | Alessio | s.t.     |
| 3    | Robbie McEwen | Domo    | s.t.     |

| Pos. | Corridore        | Squadra | Tempo     |
| ---- | ---------------- | ------- | --------- |
| 1    | David Millar     | Cofidis | 19h57'03" |
| 2    | Jaan Kirsipuu    | AG2R    | a 7"      |
| 3    | Daniele Nardello | Mapei   | a 18"     |

## Classifiche finali

### Classifica generale
| Pos. | Corridore         | Squadra                   | Tempo     |
| ---- | ----------------- | ------------------------- | --------- |
| 1    | David Millar      | Cofidis                   | 19h57'03" |
| 2    | Jaan Kirsipuu     | Ag2r Prévoyance-Décathlon | a 7"      |
| 3    | Daniele Nardello  | Mapei-Quick Step          | a 18"     |
| 4    | Servais Knaven    | Domo-Farm Frites          | a 47"     |
| 5    | Jakob Piil        | CSC-World Online          | a 49"     |
| 6    | Frank Høj         | Team Coast                | a 50"     |
| 7    | Nicolas Jalabert  | CSC-World Online          | a 54"     |
| 8    | Paolo Valoti      | Alessio                   | a 1'09"   |
| 9    | Niko Eeckhout     | Lotto-Adecco              | a 1'11"   |
| 10   | Marcus Ljungqvist | Team Fakta                | a 1'17"   |